# Calle de Mallorca (Madrid)
La calle de Mallorca es una vía pública de la ciudad española de Madrid, situada en el barrio de Embajadores, distrito Centro.

## Descripción
La vía discurre desde la calle del Doctor Fourquet hasta la ronda de Atocha. Con el título alude a la isla balear de Mallorca. Aparece descrita en Las calles de Madrid (1889) de Hilario Peñasco de la Puente y Carlos Cambronero con las siguientes palabras:

Mallorca. Desde la Ronda de Vallecas al campo. Es de apertura moderna. Mallorca llamábase en lo antiguo Mayorica, por ser la isla mayor de las Baleares. Sufrió la invasión de los cartagineses, después la de los romanos y luego la de los árabes, hasta que en 1115 se apoderó de ella el conde D. Ramón Berenguer. Perdieron después de esto la isla los catalanes, y el rey D. Jaime la recuperó en 1229. En 27 de Septiembre de 1706 se declararon los mallorquines por el archiduque Carlos de Austria; pero fueron reducidos á la obediencia por D. Felipe V.
(Peñasco de la Puente y Cambronero, 1889, pp. 311-312)